# Вайтити, Тайка
Та́йка Дэ́вид Ко́эн (англ. Taika David Cohen; род. 16 августа 1975, Веллингтон), более известный как Тайка Вайти́ти (англ. Taika Waititi) — новозеландский актёр, кинорежиссёр, сценарист, продюсер и комик. Обладатель премий «Оскар» и BAFTA в категории «Лучший адаптированный сценарий» за фильм «Кролик Джоджо». В 2022 году был назван одним из 100 самых влиятельных людей мира в ежегодном списке журнала Time.
Короткометражный фильм Вайтити 2003 года «Две машины, одна ночь» принёс ему номинацию на премию «Оскар» за лучший короткометражный фильм с живым действием. Он был соавтором сценария, сорежиссёром и снялся в комедийном фильме ужасов «Реальные упыри» (2014) с Джемейном Клементом, который был адаптирован в одноименный телесериал (с 2019). Сериал был номинирован на премию «Эмми» за выдающийся комедийный сериал. Его последние режиссёрские работы включают супергеройский фильм «Тор: Рагнарёк» (2017), «Тор: Любовь и гром» (2022), и чёрно-комедийный фильм «Кролик Джоджо» (2019), к последнему из которых он также написал сценарий, и сыграл в нём воображаемую версию Адольфа Гитлера. «Кролик Джоджо» получил шесть номинаций на премию «Оскар» и выиграл за лучший адаптированный сценарий. Вайтити также получил премию «Грэмми» за создание саундтрека к фильму. В дополнение к режиссуре Вайтити снял эпизод телесериала «Мандалорец» (с 2019), он также озвучивает персонажа ИГ-11, за что был номинирован на премию «Эмми прайм-тайм» за выдающуюся озвучку персонажа за кадром.

## Детство и юность
Тайка Дэвид Коэн родился 16 августа 1975 года в Раукокоре в районе залива Изобилия на Северном острове Новой Зеландии, его детство проходило как на Восточном побережье, так и в долине Аро в Веллингтоне. Его отец был художником из племени Ванау-а-Апануи, а его мать, Робин Коэн, работает школьной учительницей. Вайтити заявил, что семья его матери имела русско-еврейские корни «с примесью ирландцев» и других европейских предков, в то время как со стороны его отца были «маори и немного французские канадцы». Вайтити описывает себя как «полинезийского еврея», хотя он заявил, что семья, где он рос, нестрого соблюдала ортодоксальные еврейские традиции.
Родители Вайтити расстались, когда ему было около пяти лет, и его воспитывала в основном мать. Он учился в колледже Онслоу, затем изучал театр в Университете Виктории в Веллингтоне, который окончил со степенью бакалавра искусств в 1997 году. Первоначально он использовал фамилию своей матери Коэн для своей работы в кино и писательской деятельности, а фамилию своего отца Вайтити — для занятий изобразительным искусством. После успеха своего первого короткометражного фильма он продолжал выпускать свои работы под фамилией Вайтити.

## Карьера

### Ранняя карьера
Будучи студентом Университета Виктории, Вайтити входил в состав ансамбля из пяти человек «So You’re a Man», который с некоторым успехом гастролировал по Новой Зеландии и Австралии. Он был половиной комедийного дуэта The Humourbeasts вместе с Джемейном Клементом, который получил высшую награду комедии Новой Зеландии — премию Билли Ти в 1999 году. Среди множества художественных интересов Вайтити начал снимать комичные короткометражные фильмы для ежегодного 48-часового конкурса фильмов в Новой Зеландии. Его короткометражный фильм «Две машины, одна ночь» (2003) принес ему номинацию на премию «Оскар» в 2005 году. На церемонии награждения он классно притворился заснувшим, когда зачитывались номинации. Его первый полнометражный фильм, романтическая комедия под названием «Орел против акулы», был выпущен в кинотеатрах США в ограниченном прокате в 2007 году. В нём снимается тогдашний партнер Вайтити по реальной жизни, Лорен Хорсли. В том же году Вайтити написал и срежиссировал один эпизод телешоу «Полет Конкордов».
Премьера его второго полнометражного фильма «Мальчик» состоялась на кинофестивале «Сандэнс» в январе 2010 года и была номинирована на приз Большого жюри. Вайтити также сыграл одну из главных ролей в роли бывшего отца-заключенного, который возвращается в свою семью. После своего выхода в Новой Зеландии «Мальчик» получил восторженные отзывы и имел успех в местном прокате, превзойдя несколько рекордов. После успеха фильма Вайтити надеялся, что его фирменный трек «Poi E» займет 1-е место (во второй раз) в чартах Новой Зеландии. Он достиг 3-го места, но стал № 1 в iTunes. В 2011 году Вайтити снял новозеландский телесериал «Супергород» с Мадлен Сами в главной роли, которая играет пять персонажей, живущих в одном городе. В том же году Вайтити сыграл Томаса Калмаку в супергеройском фильме «Зеленый фонарь».

### 2013—2019: Признание

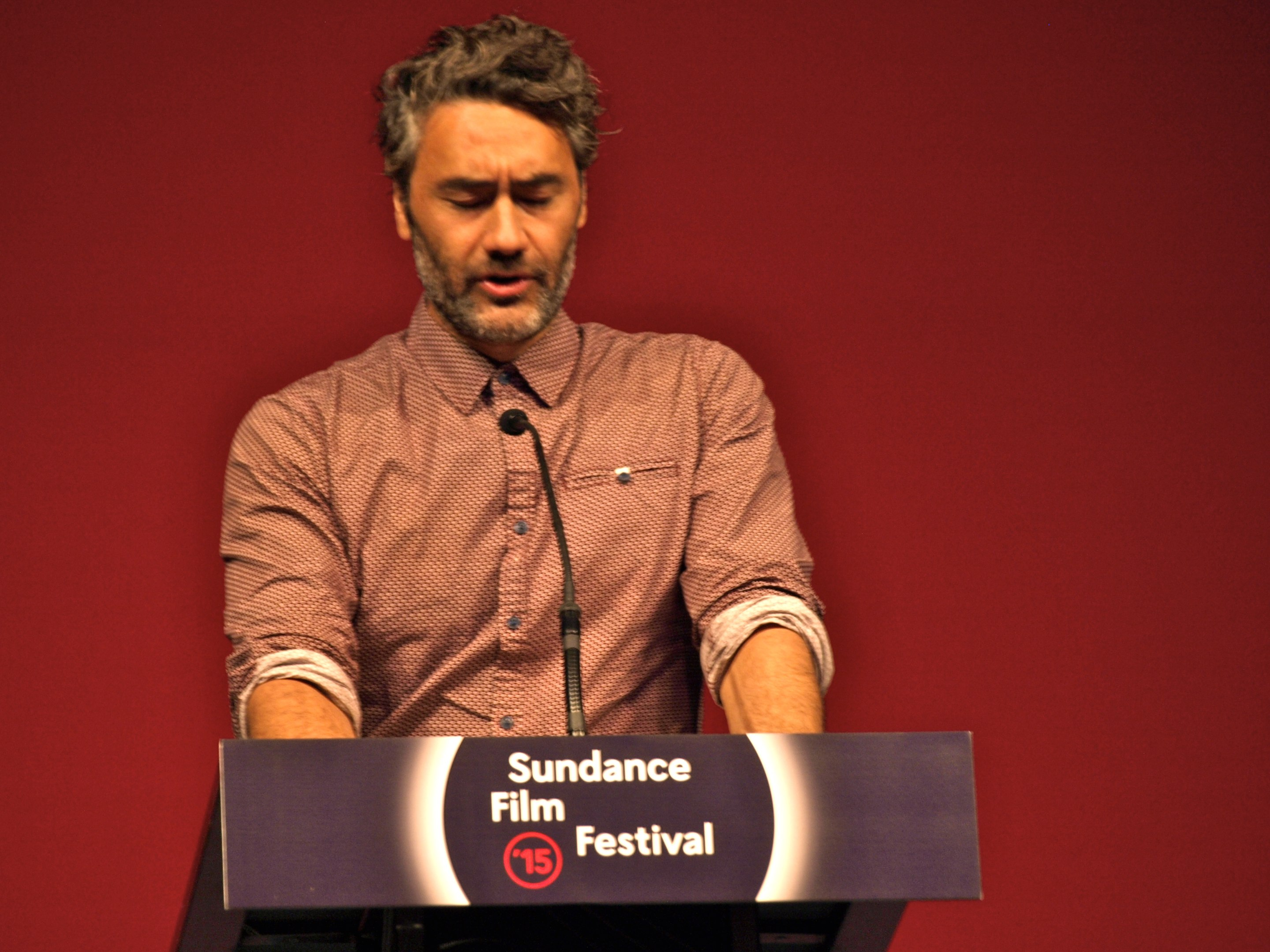
Тайка Вайтити выступает на кинофестивале «Сандэнс» в 2015 году

В 2013 году Вайтити стал соавтором сценария, сорежиссёром и снялся в псевдодокументальном фильме о вампирах «Реальные упыри» с Клементом. Премьера фильма состоялась на кинофестивале «Сандэнс» в январе 2014 года. Вайтити и Клемент сыграли членов группы вампиров, которые живут в подходящем готическом доме в современном Веллингтоне. Телевизионная адаптация фильма была заказана в мае 2018 года, а Вайтити выступил исполнительным продюсером и режиссёром. Премьера одноимённого сериала состоялась на канале FX в марте 2019 года; его второй сезон получил номинацию на премию «Эмми» в прайм-тайм за выдающийся комедийный сериал.
Премьера четвёртого полнометражного фильма Вайтити «Охота на дикарей» состоялась на кинофестивале «Сандэнс» в 2016 году. Когда он был выпущен в Новой Зеландии, комедийное приключение побило собственный рекорд Вайтити для новозеландского фильма в первые выходные. Основанный на книге Барри Крампа, он рассказывает о маленьком мальчике (которого играет Джулиан Деннисон) и сварливом мужчине (которого играет Сэм Нилл), бегущего по лесу. Вайтити написал первоначальный сценарий для диснеевского фильма «Моана» 2016 года, в котором основное внимание уделялось гендеру и семье. Эти элементы были опущены в пользу того, что стало финальной историей.
В 2017 году Вайтити получил награду «Новозеландец года», но не смог получить её лично из-за обязательств по работе. В том же году он снял свой первый крупный студийный фильм «Тор: Рагнарек» студии Marvel, который вышел в прокат в октябре. Он также изобразил Корга, кронана, с помощью захвата движения в фильме. Ранее он снял серию короткометражных фильмов для Marvel под названием «Команда Тора», повествующую о жизни Тора и его соседа по комнате Дэррила Джейкобсона. «Тор: Рагнарек» заслужил похвалу критиков и имел успех в прокате. Позже Кристофер Маркус и Стивен Макфили консультировали Вайтити по сюжетным линиям Тора для «Мстителей: Война бесконечности», чтобы сохранить постоянство персонажа в Кинематографической вселенной Marvel.
В 2019 году Вайтити написал сценарий и снял фильм «Кролик Джоджо» по мотивам книги Кристины Люненс «Небо в клетке», рассказывающей о ребёнке из гитлерюгенда 1940-х годов, чья мать тайно прячет еврейскую девочку в их доме. Вайтити играет Адольфа Гитлера в роли воображаемого друга мальчика. Вайтити получил номинации на премию «Оскар» за лучшую картину и лучший адаптированный сценарий. Он выиграл последнее, что сделало его первым человеком маорийского происхождения, получившим премию «Оскар» в категории «сценарий», и первым представителем коренного населения, номинированным на лучший адаптированный сценарий и выигравшим его. В 2021 году он получил премию «Грэмми» за лучший сборник саундтреков для визуальных МЕДИА в качестве продюсера саундтрека «Кролик Джоджо».
В октябре 2018 года Lucasfilm объявила, что Вайтити станет одним из режиссёров потокового сериала «Звездные войны» «Мандалорец», в котором рассказывается история одинокого мандалорского стрелка в период между событиями «Возвращение джедая» и «Пробуждение силы». Премьера сериала состоялась 12 ноября 2019 года; Вайтити также озвучивает в сериале дроида-охотника за головами по имени ИГ-11. Он был режиссёром финала первого сезона эпизода «Глава 8: Искупление». Его работа за кадром принесла ему номинацию на премию «Эмми Прайм-Тайм» за выдающуюся озвучку персонажа в 2020 году.

### С 2020
В 2020 году Вайтити рассказал о благотворительном чтении Роальда Даля «Джеймс и гигантский персик». Он сыграл Крысолова в супергеройском фильме DC «Отряд самоубийц», вышедшем в августе 2021 года и получившем положительные отзывы. Также в августе Вайтити сыграл Антвана Ховачелика, антагониста остросюжетного комедийного фильма «Главный герой». Вайтити был соавтором комедийного сериала «Псы резервации», в котором рассказывается о жизни группы подростков из числа коренного населения Оклахомы, и включает в себя основной актёрский состав, режиссёров, продюсеров и сценаристов из числа коренных народов. Премьера состоялась на FX благодаря положительным отзывам.
Вайтити является исполнительным продюсером и исполняет главную роль Чёрной Бороды в комедийном сериале HBO Max «Наш флаг означает смерть». Его планировалось выпустить в марте 2022 года. Он написал сценарий и снял супергеройский фильм «Тор: Любовь и гром», продолжение «Тора: Рагнарек». Также в 2022 году журнал Time включил Вайтити в ежегодный список 100 самых влиятельных людей мира.
Вайтити собирается снять полнометражную экранизацию документального фильма «Следующий гол — победный» и экранизацию «Акиры». Планируется, что он станет соавтором продолжения «Что мы делаем в тени» под названием «Мы волки», а также режиссёром и соавтором фильма «Звездные войны». Вайтити прикреплен к написанию, режиссуре и исполнительному производству двух мультсериалов для Netflix, основанных на детском романе Роальда Даля «Чарли и шоколадная фабрика» и его продолжении, один из которых адаптирует романы, а другой посвящен персонажам романа Умпа Лумпа. Он будет исполнительным продюсером и режиссёром мини-сериала Showtime «Автор». Планируется, что он напишет и поставит фильм по мотивам Флэша Гордона для студии 20th Century Studios. В ноябре 2021 года было объявлено, что Вайтити экранизирует «Инкал» в художественный фильм. В мае 2023 года стало известно, что Вайтити ведёт переговоры об экранизации романа британского писателя японского происхождения Кадзуо Исигуро — «Клара и Солнце».
В июле 2025 года сообщалось, что Вайтити выступит в качестве режиссёра фильма по мотивам комиксов о Судье Дредде.

## Личная жизнь
В 2011 году Вайтити женился на новозеландском кинопродюсере Челси Уинстэнли. В браке у них родились две дочери — Те и Матева Киритапу. В 2018 году Вайтити и Уинстенли расстались и с 2021 года Вайтити состоит в отношениях с британской певицей Ритой Орой. В августе 2022 года пара поженилась.
Вайтити включает свое наследие маори и коренных народов в свои проекты, например, включает «Привязанности коренных народов» и проводит церемонию приветствия в стране во время начала съемок на съемочной площадке в Австралии. Он является исполнительным продюсером новозеландских фильмов «Агентство расставаний» (2018), «Залёт» (2020) и «Ночные захватчики» (2021), снятых режиссёрами маори или местными кинематографистами.

## Фильмография

### Актёр

#### Полнометражные фильмы
| Год  | Фильм                                                                             | Роль                                            | Примечания     |
| ---- | --------------------------------------------------------------------------------- | ----------------------------------------------- | -------------- |
| 1999 | Маски                                                                             | Алекс                                           |                |
| 2001 | Змеиная кожа                                                                      | Нельсон                                         |                |
| 2002 | Ниндзя что надо!                                                                  | Грэкхем (голос)                                 |                |
| 2004 | Фродо… Кто это?!                                                                  | Фродо Бэггинс                                   | Документальный |
| 2004 | Бесполезная привлекательность                                                     | официант                                        |                |
| 2007 | Орел против Акулы                                                                 | Гордон                                          |                |
| 2010 | Мальчик                                                                           | Аламейн                                         |                |
| 2011 | Зелёный Фонарь                                                                    | Том Калмаки                                     |                |
| 2013 | Кофейный городок                                                                  | инструктор по косметологии (в титрах не указан) |                |
| 2014 | Реальные упыри                                                                    | Виаго                                           |                |
| 2017 | Тор: Рагнарёк                                                                     | Корг (голос)                                    |                |
| 2018 | Семь ступеней к вечному блаженству проходят через врата, выбранные святым Сторшем | Сторш                                           |                |
| 2019 | Мстители: Финал                                                                   | Корг (голос)                                    |                |
| 2019 | Кролик Джоджо                                                                     | Адольф Гитлер                                   |                |
| 2021 | Отряд самоубийц: Миссия навылет                                                   | Крысолов                                        |                |
| 2021 | Кошачьи миры Луиса Уэйна                                                          | Макс Казе                                       |                |
| 2021 | Главный герой                                                                     | Антван Ховачелик                                |                |
| 2022 | Тор: Любовь и гром                                                                | Корг (голос)                                    |                |
| 2022 | Базз Лайтер                                                                       | Мо Моррисон (голос)                             |                |
| 2023 | Следующий гол — победный                                                          | американо-самоанский священник                  |                |

#### Короткометражные фильмы
| Год  | Фильм                           | Роль               |
| ---- | ------------------------------- | ------------------ |
| 2001 | Новый путь домой                | Макс               |
| 2002 | Турангаваева                    | вьетнамский солдат |
| 2004 | Отвратительное преступление     | различные роли     |
| 2004 | Игрушечный мальчик              | Джек Хаммер        |
| 2005 | Интервью с некоторыми вампирами | Виаго              |
| 2005 | Падающие листья                 | Бодиль де Ресни    |
| 2013 | Капитан                         | Капитан            |
| 2021 | Спасите Ральфа                  | Ральф (голос)      |
| 2021 | Дэдпул и Корг реагируют         | Корг (голос)       |

#### Телевидение
| Год(ы)    | Проект                                               | Роль                                  | Примечания                                            |
| --------- | ---------------------------------------------------- | ------------------------------------- | ----------------------------------------------------- |
| 2002      | Племя                                                | виртуальный ковбой № 1                | 1 эпизод, в титрах не указан                          |
| 2002      | Полоса                                               | Мостин                                | 13 эпизодов                                           |
| 2003      | Откровения                                           | Эли                                   | Эпизод «Исправленная подошва»                         |
| 2003      | Чудак                                                | уборщик (в воспоминании)              | Эпизод «Холодильник, уборщица и сестра»               |
| 2007      | Полёт Конкордов                                      | Фан Gypsy Kings                       | Эпизод «Проехать мимо», в титрах не указан            |
| 2009      | Дневники Джейки Брауна                               | дружелюбный цыган                     | Эпизод «Коричневая спираль»                           |
| 2010      | Радирадира                                           | Различные роли                        | 8 эпизодов                                            |
| 2016      | Чем мы заняты в тени                                 | Виаго / представитель Совета вампиров | 2 эпизода                                             |
| 2018      | Креветка                                             | бармен                                | Телефильм                                             |
| 2018      | Всё или ничего: Новозеландские «Олл Блэкс»           | Текст за кадром                       | 6 эпизодов                                            |
| 2019      | Год кролика                                          | пианист                               | Эпизод «Банды»                                        |
| 2019      | Рик и Морти                                          | Глути (голос)                         | Эпизод «Старик и седалище»                            |
| 2019-н.в. | Мандалорец                                           | IG-11 (голос)                         | 6 эпизодов                                            |
| 2020      | Джеймс и Гигантский персик, а также Тайтити и друзья | Джеймс / Текст за кадром              | 10 эпизодов                                           |
| 2020      | Домашний фильм: Принцесса-невеста                    | Уэстли                                | Эпизод «Глава девятая: Весёлый штурм замка!»          |
| 2021      | Что, если…?                                          | Корг (голос)                          | Эпизод «Что, если… Тор был бы единственным ребёнком?» |
| 2022      | Наш флаг означает смерть                             | Чёрная Борода                         | 16 эпизодов                                           |

#### Музыкальное видео
- My Sweet Lord Джорджа Харрисона (2021).

### Режиссёр, сценарист и продюсер

#### Полнометражные фильмы
| Год  | Фильм                             | Режиссёр | Сценарист | Продюсер       | Примечания     |
| ---- | --------------------------------- | -------- | --------- | -------------- | -------------- |
| 2007 | Орел против Акулы                 | Да       | Да        |                |                |
| 2010 | Мальчик                           | Да       | Да        |                |                |
| 2014 | Реальные упыри                    | Да       | Да        | Да             |                |
| 2016 | Охота на дикарей                  | Да       | Да        | Да             |                |
| 2017 | Тор: Рагнарёк                     | Да       |           |                |                |
| 2018 | FafswagVogue.com                  |          |           | Исполнительный | Документальный |
| 2018 | Агентство расставаний             |          |           | Исполнительный |                |
| 2019 | Кролик Джоджо                     | Да       | Да        | Да             |                |
| 2020 | Ребёнок готов                     |          |           | Исполнительный |                |
| 2021 | Ночные налётчики                  |          |           | Исполнительный |                |
| 2022 | Тор: Любовь и гром                | Да       | Да        |                |                |
| 2023 | Следующий гол — победный          | Да       | Да        | Да             |                |
| TBA  | Башня ужаса                       | Да       |           |                |                |
| TBA  | Клара и Солнце                    | Да       |           |                |                |
| TBA  | Инкал                             | Да       | Да        |                |                |
| TBA  | Безымянный спин-офф Звёздных войн | Да       | Да        |                |                |
| TBA  | Безымянный фильм о Судье Дредде   | Да       |           |                | [ 21 ]         |
| TBA  | Флэш Гордон                       |          | Да        |                |                |
| TBA  | Мы волки                          |          | Да        | Да             |                |
| TBA  | Фрибердфэйс и я                   |          |           | Исполнительный |                |

#### Короткометражные фильмы
| Год  | Фильм                           | Режиссёр | Сценарист | Продюсер       |
| ---- | ------------------------------- | -------- | --------- | -------------- |
| 2002 | Джон и Пого                     | Да       | Да        |                |
| 2003 | Две машины, одна ночь           | Да       | Да        |                |
| 2004 | Отвратительное преступление     | Да       | Да        | Да             |
| 2005 | Дети Бога войны                 | Да       | Да        |                |
| 2005 | Интервью с некоторыми вампирами | Да       | Да        | Исполнительный |
| 2010 | 42. Один порыв воображения      | Да       |           |                |
| 2013 | Капитан                         |          | Да        |                |
| 2016 | Команда Тора                    | Да       | Да        |                |
| 2017 | Команда Тора. Часть 2           | Да       | Да        |                |
| 2018 | Команда Дэрилла                 | Да       | Да        |                |
| 2020 | Coca-Cola: Письмо               | Да       |           |                |

#### Сериалы
| Год(ы)    | Проект                    | Режиссёр | Сценарист      | Продюсер        | Примечания                                                                            |
| --------- | ------------------------- | -------- | -------------- | --------------- | ------------------------------------------------------------------------------------- |
| 2007—2009 | Полёт Конкордов           | Да       | Да             |                 | Режиссёр 4 эпизодов / Сценарист 2 эпизодов                                            |
| 2010      | Радирадира                |          | Да             |                 | 8 эпизодов                                                                            |
| 2011      | Супергород                | Да       |                |                 | 6 эпизодов                                                                            |
| 2012      | Переростки                | Да       |                | Консультирующий | Режиссёр 5 эпизодов / Консультирующий продюсер 12 эпизодов                            |
| 2015      | Карие глаза               |          | Да             | Исполнительный  | Кол-во эпизодов неизвестно                                                            |
| 2018—2022 | Паранормальный Веллингтон |          | Создатель      | Исполнительный  | Создатель 25 эпизодов / Исполнительный продюсер 19 эпизодов                           |
| 2019      | Мандалорец                | Да       |                |                 | Эпизод «Глава 8: Искупление»                                                          |
| 2019-2024 | Чем мы заняты в тени      | Да       |                | Исполнительный  | Режиссёр 3 эпизодов / Исполнительный продюсер 30 эпизодов                             |
| 2021—2023 | Псы резервации            |          | Создатель / Да | Исполнительный  | Создатель и исполнительный продюсер 13 эпизодов / Сценарист эпизода «Чёртов Рез Догз» |
| 2022—2023 | Наш флаг означает смерть  | Да       |                | Исполнительный  | Режиссёр 2 эпизодов / Исполнительный продюсер 4 эпизодов                              |
| 2024      | Бандиты во времени        | Да       | Да             | Исполнительный  | Режиссёр и сценарист эпизода «Пилот»                                                  |

## Награды и номинации
- «Четыреста ударов»

| Год  | Награда                              | Категория                                              | Работа                | Результат |
| ---- | ------------------------------------ | ------------------------------------------------------ | --------------------- | --------- |
| 2004 | Берлинский кинофестиваль             | Panorama Short Film Award                              | Две машины, одна ночь | Победа    |
| 2004 | AFI Fest                             | Short Award                                            | Две машины, одна ночь | Победа    |
| 2005 | Берлинский кинофестиваль             | Panorama Special Jury Short Film Award                 | Дети Бога войны       | Победа    |
| 2005 | Сандэнс                              | Short Filmmaking Award — Honorable Mention             | Дети Бога войны       | Победа    |
| 2005 | Оскар                                | Лучший игровой короткометражный фильм                  | Две машины, одна ночь | Номинация |
| 2007 | Меридианы Тихого                     | Специальный приз жюри за оригинальное жанровое решение | Орёл против Акулы     | Победа    |
| 2007 | Сандэнс                              | World Cinema — Dramatic                                | Орёл против Акулы     | Номинация |
| 2010 | Берлинский кинофестиваль             | Best Feature Film                                      | Мальчик               | Победа    |
| 2010 | Международный кинофестиваль в Сиднее | Best Feature Film                                      | Мальчик               | Победа    |
| 2010 | AFI Fest                             | Best International Feature Film                        | Мальчик               | Победа    |
| 2010 | Сандэнс                              | World Cinema — Dramatic                                | Мальчик               | Номинация |
| 2014 | Кинофестиваль в Сиджесе              | Best Feature Film                                      | Реальные упыри        | Победа    |
| 2014 | Берлинский кинофестиваль             | Generation 14plus — Best Film                          | Реальные упыри        | Номинация |
| 2020 | BAFTA                                | Лучший адаптированный сценарий                         | Кролик Джоджо         | Победа    |
| 2020 | Оскар                                | Лучший адаптированный сценарий                         | Кролик Джоджо         | Победа    |